# D.R.I.
A Dirty Rotten Imbeciles, rövidítve D.R.I., egy amerikai crossover thrash/hardcore punk együttes. A crossover thrash műfaj nagyjai között tartják számon a zenekart, a Suicidal Tendencies-szel és a Stormtroopers of Death-szel (S.O.D.) együtt. Jelenlegi tagok: Spike Cassidy, Kurt Brecht, Walter Ryan és Harold Oimoen. Volt tagok: Dennis Johnson, Sebastian Amok, Josh Pappe, Mikey Offender, John Menor, Chumly Porter, Eric Brecht, Felix Griffin, Rob Rampy és Brandon Karns. A zenekar 1982-ben alakult a texasi Houstonban.  Első nagylemezük 1983-ban jelent meg Dirty Rotten LP címmel. Első nagylemezük még thrashcore stílusú volt, későbbi lemezeik a hardcore punk/crossover thrash műfajokba sorolhatóak.
A D.R.I együttes meghatározója a crossover/punk/hardcore műfajnak. A punkot keverve az erős hangzású metál stílussal alakították ki a crossover műfajt.

## Diszkográfia

### Stúdióalbumok
- Dirty Rotten LP (1983)
- Dealing with It! (1985)
- Crossover (1987)
- 4 of a Kind (1988)
- Thrash Zone (1989)
- Definition (1992)
- Full Speed Ahead (1995)